# 吉田好太
吉田 好太（よしだ こうた、1977年12月24日 - ）は、東京都出身の元プロ野球選手（内野手）。近鉄時代の登録名は「好太」。

## 来歴・人物
港東シニアから進んだ桐蔭学園高校では第66回選抜高等学校野球大会と主将として第67回選抜高等学校野球大会に出場している。シニア時代からの後輩にG.G.佐藤がいた。
卒業後はオークランド・アスレチックス傘下のアリゾナリーグ・アスレチックスでプレーし、1998年度NPBドラフト会議で大阪近鉄バファローズに8位指名され入団。
2000年に一軍の試合に初出場するが、翌2001年に戦力外通告を受ける。オフに12球団合同トライアウトを受けて参加者で唯一合格し、横浜ベイスターズへ移籍した。
2002年限りで現役を引退。引退後は不動産業を経て家業を継ぐも閉店し、日本プロ野球OBクラブへスタッフとして勤務した後に独立してスポーツマネジメント会社「MOOSE SPORTS」を立ち上げた。

## 詳細情報

### 年度別打撃成績
| 年 度     | 球 団     | 試 合 | 打 席 | 打 数 | 得 点 | 安 打 | 二 塁 打 | 三 塁 打 | 本 塁 打 | 塁 打 | 打 点 | 盗 塁 | 盗 塁 死 | 犠 打 | 犠 飛 | 四 球 | 敬 遠 | 死 球 | 三 振 | 併 殺 打 | 打 率 | 出 塁 率 | 長 打 率 | O P S |
| --------- | --------- | ----- | ----- | ----- | ----- | ----- | -------- | -------- | -------- | ----- | ----- | ----- | -------- | ----- | ----- | ----- | ----- | ----- | ----- | -------- | ----- | -------- | -------- | ----- |
| 2000      | 近鉄      | 1     | 0     | 0     | 0     | 0     | 0        | 0        | 0        | 0     | 0     | 0     | 0        | 0     | 0     | 0     | 0     | 0     | 0     | 0        | ----  | ----     | ----     | ----  |
| 通算：1年 | 通算：1年 | 1     | 0     | 0     | 0     | 0     | 0        | 0        | 0        | 0     | 0     | 0     | 0        | 0     | 0     | 0     | 0     | 0     | 0     | 0        | ----  | ----     | ----     | ----  |

### 記録
- 初出場：2000年8月19日、対オリックス・ブルーウェーブ20回戦（グリーンスタジアム神戸）、8回表に鷹野史寿の代走で出場

### 背番号
- 91 （1999年 - 2001年）
- 60 （2002年）

### 登録名
- 好太 （こうた、1999年 - 2001年）
- 吉田 好太 （よしだ こうた、2002年）